# Enisz Bardi
Enisz Bardi (cirill betűs írással: Енис Барди, a nemzetközileg is használt albán írásmóddal: Enis Bardhi; Szkopje, 1995. július 2. –) albán-koszovói származású macedón válogatott labdarúgó, a Konyaspor középpályása.

## Pályafutása

### Klubcsapatban
Enisz Bardi Szkopjéban született és 2013-ban csatlakozott a dán Brøndby utánpótlás akadémiájához. Ugyanezen év novemberében egy éves szerződést írt alá a svéd másodosztályban szereplő Prespa Birlikhez. Bardi tíz mérkőzésen öt gólt szerzett a másodosztályú svéd bajnokság 2014-es kiírásában, amivel hozzásegítette csapatát a bennmaradáshoz.

### Újpest
2014 augusztusában Bardi a magyar élvonalban szereplő Újpest játékosa lett. A macedón játékos három évre szóló szerződést írt alá a budapesti lila-fehérekkel.  Szeptember 14-én, a Videoton ellen 2-0-ra elveszített bajnokin mutatkozott be új csapatában. 2014. október 24-én szerezte az újpesti első gólját, a Nyíregyháza Spartacus 3-2-es legyőzésének alkalmával volt eredményes. A 2016–2017-es bajnokságban kulcsembere volt csapatának, 12 góljával az Újpest házi gólkirálya lett a szezon végén.

### Levante
2017. július 17-én Bardi hároméves szerződést írt alá a spanyol első osztály Levante csapatához. Augusztus 21-én debütált a Villarreal 1-0-s hazai legyőzésekor, a bajnokság nyitó fordulójában. Augusztus 26-án első gólját is megszerezte a spanyol bajnokságban, szabadrúgásból vette be a Deportivo La Coruña kapuját, a mérkőzés 2-2-es döntetlennel ért véget. 2018. április 23-án az Athletic Bilbao elleni 3–1-es győzelem alkalmával két szabadrúgásgólt szerzett. Május 7-én, a Leganés elleni bajnokin újabb szabadrúgásgólt szerzett, a Levante 3–0-ra megnyerte a találkozót.
A 2018-2019-es szezon 8. fordulójában a Getafe ellen az ő szabadrúgásgóljával nyert 1–0-ra a Levante. Október végén kettő plusz kettő évre meghosszabbította a szerződését.

### Trabzonspor
2022. augusztus 12-én a török Trabzonspor csapatába igazolt. Két és fél éven át volt a klub játékosa, 2025 januárjában közös megegyezéssel távozott, miután szerződését felbontották.

### Konyaspor
2025. július 13-án a Konyaspor játékosa lett.

### A válogatottban
Részt vett a 2017-es U21-es Európa-bajnokságon, ahol a szerbek és a portugálok elleni csoportmérkőzésen egyaránt gólt szerzett. 2015. március 27-én mutatkozott br a felnőttek között Fehéroroszország elleni 2016-os labdarúgó-Európa-bajnokság selejtező mérkőzésén. 2021. november 11-én mesterhármast szerzett az Örményország ellen 5–0-ra megnyert 2022-es labdarúgó-világbajnokság-selejtező találkozón.

## Statisztika

### Klub
megjegyzés
Utolsó elszámolt mérkőzés dátuma: 2021. május 21.
| Klub           | Szezon         | Bajnokság      | Bajnokság     | Bajnokság | Kupa          | Kupa  | Ligakupa      | Ligakupa | Egyéb         | Egyéb | Összesen      | Összesen |
| Klub           | Szezon         | Bajnokság      | Pályára lépés | Gólok     | Pályára lépés | Gólok | Pályára lépés | Gólok    | Pályára lépés | Gólok | Pályára lépés | Gólok    |
| -------------- | -------------- | -------------- | ------------- | --------- | ------------- | ----- | ------------- | -------- | ------------- | ----- | ------------- | -------- |
| Prespa Birlik  | 2014           | Division 2     | 10            | 5         | —             | —     | —             | —        | —             | —     | 10            | 5        |
| Prespa Birlik  | Összesen       | Összesen       | 10            | 5         | 0             | 0     | 0             | 0        | 0             | 0     | 10            | 5        |
| Újpest         | 2014–15        | NB I           | 21            | 2         | 6             | 0     | 3             | 0        | —             | —     | 30            | 2        |
| Újpest         | 2015–16        | NB I           | 29            | 6         | 5             | 1     | —             | —        | —             | —     | 34            | 7        |
| Újpest         | 2016–17        | NB I           | 29            | 12        | 4             | 1     | —             | —        | —             | —     | 33            | 13       |
| Újpest         | Összesen       | Összesen       | 79            | 20        | 15            | 2     | 3             | 0        | 0             | 0     | 97            | 22       |
| Levante        | 2017–18        | La Liga        | 26            | 9         | 4             | 0     | —             | —        | —             | —     | 30            | 9        |
| Levante        | 2018–19        | La Liga        | 36            | 3         | 2             | 0     | —             | —        | —             | —     | 38            | 3        |
| Levante        | 2019–20        | La Liga        | 30            | 7         | 2             | 0     | —             | —        | —             | —     | 32            | 7        |
| Levante        | 2020–21        | La Liga        | 26            | 1         | 4             | 1     | —             | —        | —             | —     | 30            | 2        |
| Levante        | Összesen       | Összesen       | 118           | 20        | 12            | 1     | —             | —        | 0             | 0     | 130           | 21       |
| Karrier összes | Karrier összes | Karrier összes | 207           | 45        | 27            | 3     | 3             | 0        | 0             | 0     | 237           | 48       |

### Válogatott
2021. november 11-én frissítve.
| Macedónia | Macedónia     | Macedónia |
| Év        | Pályára lépés | Gólok     |
| --------- | ------------- | --------- |
| 2015      | 4             | 0         |
| 2016      | 2             | 0         |
| 2017      | 5             | 1         |
| 2018      | 8             | 2         |
| 2019      | 8             | 2         |
| 2020      | 4             | 0         |
| 2021      | 10            | 4         |
| Összesen  | 41            | 9         |

## Mérkőzései a macedón válogatottban
| #   | Dátum               | Ellenfél         | Eredmény | Kiírás              | Esemény                           |
| --- | ------------------- | ---------------- | -------- | ------------------- | --------------------------------- |
| 1.  | 2015. március 27.   | Fehéroroszország | 1 – 2    | Eb-selejtező        | 31'                               |
| 2.  | 2015. március 30.   | Ausztrália       | 0 – 0    | barátságos          | 86'                               |
| 3.  | 2015. szeptember 8. | Spanyolország    | 0 – 1    | Eb-selejtező        | 77'                               |
| 4.  | 2015. november 17.  | Libanon          | 0 – 1    | barátságos          | 46'                               |
| 5.  | 2016. május 29.     | Azerbajdzsán     | 3 – 1    | barátságos mérkőzés | 31'                               |
| 6.  | 2016. november 11.  | Spanyolország    | 0 – 4    | Vb-selejtező        |                                   |
| 7.  | 2017. szeptember 2. | Izrael           | 1 – 0    | Vb-selejtező        | 77' 90'                           |
| 8.  | 2017. szeptember 5. | Albánia          | 1 – 1    | Vb-selejtező        |                                   |
| 9.  | 2017. október 6.    | Olaszország      | 1 – 1    | Vb-selejtező        |                                   |
| 10. | 2017. október 9.    | Liechtenstein    | 4 – 0    | Vb-selejtező        | 67' 78'                           |
| 11. | 2017. november 11.  | Norvégia         | 2 – 0    | barátságos mérkőzés | 76'                               |
| 12. | 2018. március 23.   | Finnország       | 0 – 0    | barátságos mérkőzés | 52' 66'                           |
| 13. | 2018. március 27.   | Azerbajdzsán     | 1 – 1    | barátságos mérkőzés | 59'                               |
| 14. | 2018. szeptember 6. | Gibraltár        | 2 – 0    | Nemzetek Ligája     | 85'                               |
| 15. | 2018. szeptember 9. | Örményország     | 2 – 0    | Nemzetek Ligája     | 74'                               |
| 16. | 2018. október 13.   | Liechtenstein    | 4 – 1    | Nemzetek Ligája     |                                   |
| 17. | 2018. október 16.   | Örményország     | 0 – 4    | Nemzetek Ligája     | 65'                               |
| 18. | 2018. november 16.  | Liechtenstein    | 2 – 0    | Nemzetek Ligája     | 53'                               |
| 19. | 2018. november 19.  | Gibraltár        | 4 – 0    | Nemzetek Ligája     | 27'                               |
| 20. | 2019. március 21.   | Lettország       | 3 – 1    | Eb-selejtező        |                                   |
| 21. | 2019. március 24.   | Szlovénia        | 1 – 1    | Eb-selejtező        | 18' 47'                           |
| 22. | 2019. június 7.     | Lengyelország    | 0 – 1    | Eb-selejtező        |                                   |
| 23. | 2019. június 10.    | Ausztria         | 1 – 4    | Eb-selejtező        | 84'                               |
| 24. | 2019. szeptember 5. | Izrael           | 1 – 1    | Eb-selejtező        | 83'                               |
| 25. | 2019. szeptember 9. | Lettország       | 2 – 0    | Eb-selejtező        | 17'                               |
| 26. | 2019. november 16.  | Ausztria         | 1 – 2    | Eb-selejtező        |                                   |
| 27. | 2019. november 19.  | Izrael           | 1 – 0    | Eb-selejtező        | 29'                               |
| 28. | 2020. szeptember 5. | Örményország     | 2 – 1    | Nemzetek Ligája     |                                   |
| 29. | 2020. szeptember 8. | Grúzia           | 1 – 1    | Nemzetek Ligája     | 22'                               |
| 30. | 2020. október 8.    | Koszovó          | 2 – 1    | Eb-selejtező        |                                   |
| 31. | 2020. október 11.   | Észtország       | 3 – 3    | Nemzetek Ligája     | 88'                               |
| 32. | 2021. március 25.   | Románia          | 2 – 3    | Vb-selejtező        |                                   |
| 33. | 2021. március 28.   | Liechtenstein    | 5 – 0    | Vb-selejtező        | 7' 58'                            |
| 34. | 2021. március 31.   | Németország      | 2 – 1    | Vb-selejtező        |                                   |
| 35. | 2021. június 13.    | Ausztria         | 1 – 3    | Európa-bajnokság    | 82'                               |
| 36. | 2021. június 17.    | Ukrajna          | 1 – 2    | Európa-bajnokság    | 77'                               |
| 37. | 2021. június 20.    | Hollandia        | 0 – 3    | Európa-bajnokság    | 78'                               |
| 38. | 2021. szeptember 2. | Örményország     | 0 – 0    | Vb-selejtező        |                                   |
| 39. | 2021. szeptember 5. | Izland           | 2 – 2    | Vb-selejtező        | 71'                               |
| 40. | 2021. szeptember 8. | Románia          | 0 – 0    | Vb-selejtező        | 90'                               |
| 41. | 2021. november 11.  | Örményország     | 5 – 0    | Vb-selejtező        | 36' 66' (11-esből) 90' (11-esből) |

## Magánélete
Bátyja, Behard Bardhi szintén labdarúgó, a koszovói FC Ferizaj védője.

## Sikerei, díjai

### Klub
Újpest
- Magyar Kupa
  - Döntős: 2015–16
- Magyar Szuperkupa
  - Győztes: 2014

### Egyéni
- Az év macedón labdarúgója: 2017[23]